# Mihai Moroșanu
Mihai Moroșanu (n. 21 noiembrie 1939, Drepcăuți, raionul Briceni, Republica Moldova – d. 2021) a fost unul dintre cei mai proeminenți disidenți moldoveni care s-au opus regimului sovietic în RSS Moldovenească. 

## Biografie
Mihai Moroșanu s-a născut la 21 noiembrie 1939, la Drepcăuți, județul Hotin, într-o familie de țărani.

### Deportarea în Siberia
În aprilie 1949, tatăl său a fost arestat și condamnat la șapte ani de închisoare, fiind etichetat drept "chiabur". La 6 iulie 1949, familia Moroșanu a fost deportată în regiunea Kurgan din Siberia, unde Mihai, la vârsta de 15 ani, și-a pierdut mâna dreaptă într-un accident de muncă. Familia s-a întors în Moldova abia în 1958, după nouă ani de exil. 

### Educație și activism
După revenirea în Moldova, Mihai Moroșanu a urmat școala din satul natal, iar în 1961 a devenit student la Facultatea de Inginerie a Universității de Stat, care ulterior a devenit Institutul Politehnic "Serghei Lazo" din RSSM. Pe parcursul vieții, a refuzat categoric să se alăture organizațiilor sovietice, precum cele comsomoliste sau comuniste.

## Activitatea disidentă
Mihai Moroșanu a fost unul dintre cei mai activi disidenți ai regimului sovietic în RSS Moldovenească, opunându-se asimilării forțate și politicilor comuniste care vizau distrugerea identității naționale românești. Activitatea sa disidentă a început în anii '60 și a continuat timp de decenii, în ciuda represiunilor și persecuțiilor la care a fost supus.

### Opoziția față de relocarea monumentului lui Ștefan cel Mare
În timpul studenției, Mihai Moroșanu a aflat despre planul autorităților de a reloca monumentul lui Ștefan cel Mare din centrul Chișinăului pentru a face loc unui monument al lui Lenin. În semn de protest, a trimis o scrisoare prim-secretarului PCM, Ivan Bodiul, și a inițiat o petiție care a adunat aproximativ 3000 de semnături, reușind astfel să împiedice relocarea monumentului. Această acțiune l-a transformat într-o țintă pentru KGB, care a început să-l urmărească îndeaproape. De asemenea, Moroșanu a fost exmatriculat de la facultate.

### Refuzul de a folosi limba rusă și promovarea identității românești
Un alt aspect important al luptei sale a fost refuzul categoric de a folosi limba rusă în viața de zi cu zi. Într-o perioadă în care rusificarea era impusă agresiv în toate domeniile, Moroșanu s-a împotrivit activ, insistând să vorbească doar limba română. Acest lucru a fost considerat un act de sfidare a regimului și a dus la numeroase conflicte cu autoritățile sovietice.
Mai mult, el a încercat să promoveze istoria și cultura românească printre colegii săi de facultate și mai târziu în cadrul activităților sale civice.

### Persecutarea și detenția
Pentru activitatea sa naționalistă și opoziția față de regim, Mihai Moroșanu a fost persecutat în mod constant de către KGB. A fost supus interogatoriilor, intimidat și, în cele din urmă, pe 2 noiembrie 1966, condamnat la trei ani de închisoare pentru că a refuzat să vorbească în limba rusă într-un magazin. Vrând să-și cumpere o cămașă din magazinul Sintetika, Moroșanu îi zice vânzătoarei, în română: "Dați-mi, vă rog, o cămașă surie de opt ruble șaizeci de copeici". Răspunsul ei a fost "Vorbiți în rusă". Moroșanu a continuat în română, moment în care vânzătoarea îi întoarce spatele și o altă femeie din magazin îi spune: "Până la venirea puterii sovietice umblați în opinci și izmene, iar acum nu doriți să vorbiți în limba rusă!". Moroșanu a zis că acestea sunt insulte, însă femeia l-a acuzat de șovinism și naționalism, iar Moroșanu a fost arestat. Autoritățile sovietice l-au acuzat de "agitație antisovietică" și l-au considerat un element periculos pentru stabilitatea regimului.
În timpul detenției, a fost supus unui tratament dur, însă nu și-a schimbat convingerile. În închisoare, a citit ce scriau Karl Marx, Friedrich Engels și Vladimir Lenin despre anexarea țaristă a Basarabiei.
Moroșanu a fost amnistiat în 1967, cu ocazia împlinirii a 51 de ani de la revoluția din Octombrie, dar a fost eliberat de-abia în septembrie 1968.

### Activitatea după eliberare
După eliberare, deși nu mai era închis, Mihai Moroșanu a rămas sub supraveghere strictă. Nu i s-a permis să ocupe funcții importante și a fost marginalizat din punct de vedere profesional. La eliberare i s-a propus să se înscrie în PCUS, dar a refuzat. Ulterior, în 1990, a fost reabilitat de justiție. Moroșanu a fost readmis la facultate în 1969, în urma unei audiențe la ministrul educației al URSS.
După 1990 a devenit unul dintre cei mai importanți activiști ai Asociației Victimelor Regimului Totalitar Comunist, încercând să obțină dreptate pentru cei care au suferit persecuții din partea sovieticilor. A fost membru al al Consiliului Frontului Popular. Între 1991 și 2002, a deținut funcția de inspector de stat în construcții.

## Moștenire
În concluzie, activitatea disidentă a lui Mihai Moroșanu a fost marcată de o opoziție fermă față de politica sovietică de rusificare și de o luptă constantă pentru păstrarea identității naționale românești în Basarabia. Mihai Moroșanu rămâne o figură emblematică a rezistenței anticomuniste din Republica Moldova, fiind un exemplu de curaj și devotament pentru identitatea națională și drepturile omului.